# Hornický region Erzgebirge/Krušnohoří
Hornický region Erzgebirge/Krušnohoří (německy Montanregion Erzgebirge) je přes 800 let utvářená krajina průmyslových památek, ležící v příhraniční oblasti mezi německou spolkovou zemí Sasko a severními Čechami. Vyznačuje se množstvím historických, převážně originálních, technologických památek, stejně jako četnými jednotlivými památkami a sbírkami souvisejícími s historickým těžebním průmyslem regionu. Identita a autentičnost krajiny hornického dědictví Krušných hor na obou stranách německo-české hranice nemá nikde na světě obdobu. V červenci 2019 byl region zapsán na seznam světového dědictví UNESCO, což by mělo pomoci zachovat jej pro budoucí generace jako „rozvíjející se kulturní krajina“. Na seznam z tohoto významného historického regionu dostalo celkem 22 lokalit, z nichž 17 se nachází v Sasku a 5 vesměs větších celků nachází na území České republiky.
Zapsáním na seznam Světového dědictví se završeny dvě desetiletí úsilí německých a český subjektů o realizaci společného mezinárodního projektu.
Charakter hornické kulturní krajiny byl v Krušnohoří nepřetržitě vytvářen během těžby a úpravy rud stříbra, cínu, kobaltu, mědi, železa a naposledy uranu po dobu více než osmi set let od 12. až do 20. století. Součástí této krajiny je nesmírné množství hornických památek - nadzemní a podzemní důlní zařízení, hutní komplexy a další historické pozůstatky hornické činnosti, jako jsou rýžovnické sejpy, haldy, vodní příkopy, báňské rybníky či podzemní kanály. Dodnes byla zachována síť krušnohorských horních měst na české i saské straně. Velmi významný byl vliv české a saské těžby rud pro rozvoj důlních a dalších navazujících technologií.Vynálezy a inovace v hornictví se z krušnohorského regionu šířily do dalších těžebních oblastí po celém světě. Báňská akademie, založená v roce 1765, respektive dnešní Technická univerzita Báňská akademie ve Freibergu, je nejstarší dosud činnou vzdělávací institucí v oboru hornictví na světě. V hornickém prostředí Krušnohoří 16. století sepsal Georgius Agricola svých Dvanáct knih o hornictví a hutnictví (latinsky De re metallica libri XII), které se po další staletí staly nejužívanější příručkou, využívanou při dobývání rud a jejich hutním zpracování. Svůj význam měla i ražba stříbrných mincí, mj. jáchymovského tolaru, od jehož názvu se odvozuje pojmenování amerického dolaru.

## Historie projektu
Název původního projektu zněl Středoevropská kulturní krajina Montanregion Erzgebirge/Krušnohoří – cesta ke světovému dědictví UNESCO a jeho realizace byla plánována na období od 1. 7. 2010 do 30. 9. 2012. Projekt byl podpořen Evropskou unií prostřednictvím Evropského fondu pro regionální rozvoj: Investice do vaší budoucnosti v rámci programu přeshraniční spolupráce mezi Českou republikou a Svobodným státem Sasko, Program Cíl 3/Ziel 3. Oficiálními partnery projektu byli Ústecký kraj, Technická univerzita - Bergakademie Freiberg, Oblastní muzeum v Mostě a Spolek Montanregion Erzgebirge, e.V. z Freibergu. 

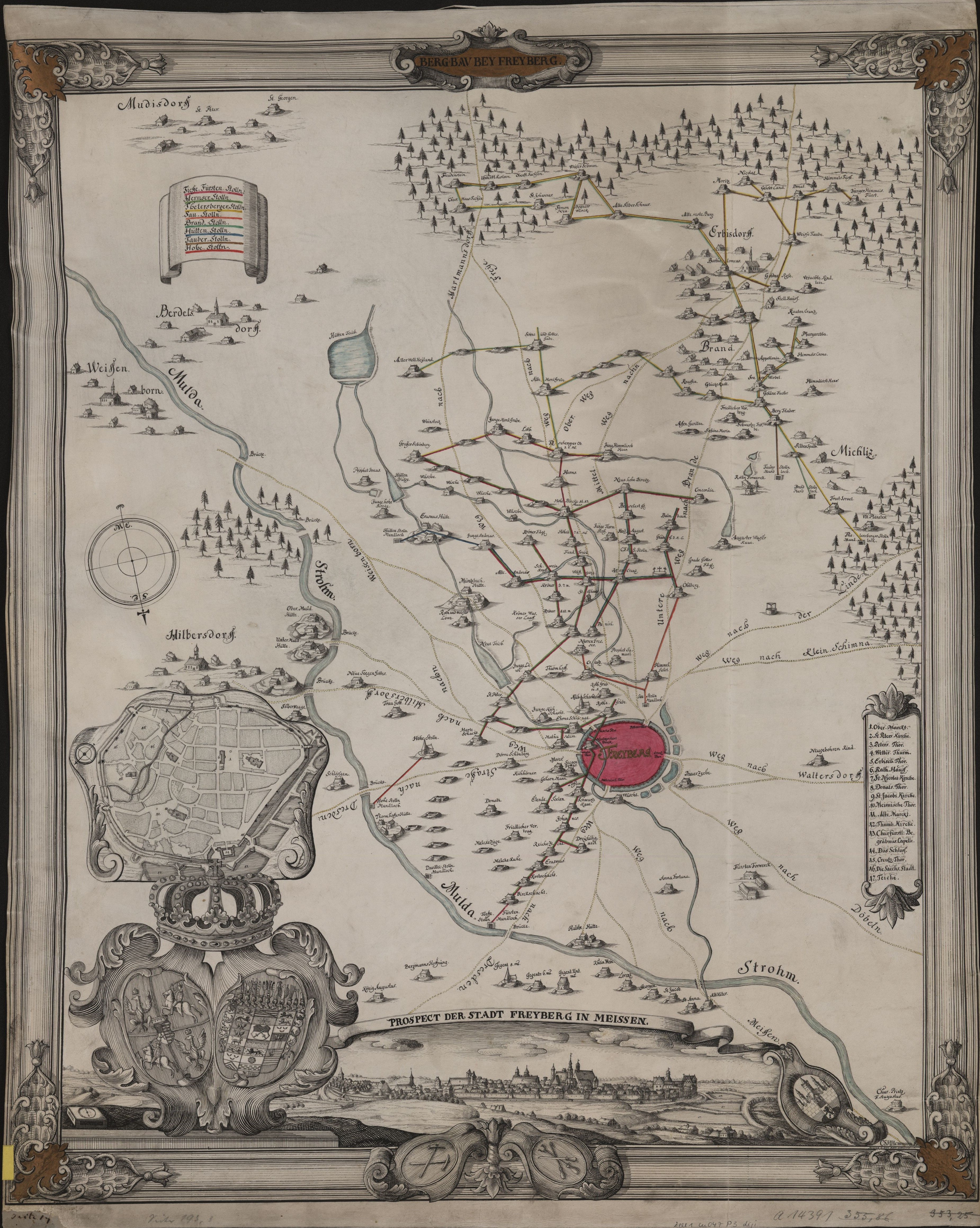
Historická mapa hornických děl v okolí Freibergu z roku 1745

V roce  2010 byla na české straně založena obecně prospěšná společnost Montanregion Krušné hory – Erzgebirge se sídlem v Jáchymově a pod identifikačním číslem 29094038 byla tato společnost zapsána u Krajského soudu v Plzni 13. února 2010. Společnost vznikla s cílem podporovat historické hornické obce a jejich sdružení z Krušných hor, které mají zájem o společný postup při revitalizaci území, obnově historických památek a tradic a rozvoji cestovního ruchu. Součástí činnosti společnosti je spolupráce se sdruženími s podobnými cíli a náplní práce na české i saské straně Krušných hor. Členy společnosti jsou města Abertamy, Boží Dar, Horní Blatná, Jáchymov a Krupka, oficiálním partnerem projektu je Karlovarský kraj. Od samého počátku společnost zároveň vykonávala funkci národního koordinátora aktivit, souvisejících s nominací Hornické kulturní krajiny Erzgebirge – Krušnohoří s její osmisetletou historií na zápis na seznam Světového dědictví UNESCO.
Na saské straně se první iniciativy ohledně zapsání hornického regionu Krušnohoří na seznam Světového dědictví objevily již v roce 1998. Postupně byly zpracovávány a projednávány projekty z jednotlivých regionů. Přitom zaznělo varování, aby se neopakovaly události, které vedly z důvodu narušení charakteru labského údolí k vyškrtnutí Drážďan ze seznamu Světového dědictví UNESCO.
Dne  20. ledna 2014 saský ministr vnitra Markus Ulbig a český ministr kultury v demisi Jiří Balvín podepsali společnou dokumentaci k německo-české žádosti o zápis "Hornické kulturní krajiny Erzgebirge/Krušnohoří" na seznam Světového dědictví UNESCO. Centrum světového dědictví v Paříži mělo začít žádost posuzovat v únoru 2015 s výhledem na konečný verdikt v průběhu roku 2016.
Na počátku roku 2016 však došlo ke zvratu. Pouhé tři měsíce před zasedáním Světového výboru UNESCO v Turecku se obě strany podílející se na projektu - česká i saská - rozhodly stáhnout svou nominaci Hornické kulturní krajiny Krušnohoří na zápis na seznam Světového dědictví. Stalo se tak z důvodu nutnosti přepracovat a doplnit projekt na základě výtek, které k němu měli komisaři UNESCO. Problém byl zejména v rozdílném přístupu české a německé strany.
Zatímco česká strana nominovala šest ucelených oblastí, zahrnujících větší počet hornických památek, Německo nominovalo památky jednotlivě a tak z 85 položek v předložené dokumentaci 79 reprezentovaly hornické památky na saské straně Krušných hor. Z hlediska přepracování dokumentace se tudíž změny měly české strany dotknout minimálně.

### Nový přeshraniční projekt
Podpisem smlouvy o dotaci byl v říjnu roku 2016 spuštěn nový česko-saský projekt Zdař Bůh, světové dědictví/ Glück auf Welterbe!. Tento tříletý projekt byl spolufinancovaný Evropskou unií v rámci Programu na podporu přeshraniční spolupráce mezi Českou republikou a Svobodným státem Sasko 2014–2020 a jeho cílem byla ochrana, rozvoj a propagace Hornické kulturní krajiny Erzgebirge/Krušnohoří, usilující o zápis na Seznam světového dědictví UNESCO.

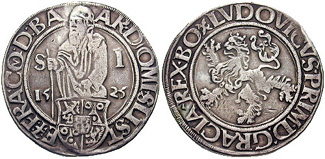
Stříbrný jáchymovský tolar z r. 1525

Projekt obsahoval řadu opatření k rozvoji turistických nabídek v Krušných horách, k rozšíření přeshraniční spolupráce a posílení regionální identity. Hlavním partnerem byla společnost Wirtschaftsförderung Erzgebirge GmbH z Annabergu, projektovými partnery byly dále Montanregion Krušné hory – Erzgebirge, o.p.s., a Tourismusverband Erzgebirge e. V. Hlavním cílem projektu bylo, aby se v době jeho trvání, tj. do 31. 10. 2019, stal hornický region Krušné hory světově uznávanou značkou.
Celkový rozpočet projektu dosáhl 2,44 milionu eur. Na jeho financování se podílela z 85 procent Evropská unie prostřednictvím Evropského fondu pro regionální rozvoj.

## Památky hornického regionu Krušné hory
Krušnohorské hornické památky byly v projektu, zaměřeném na jejich zápis do Seznamu světového kulturního dědictví UNESCO, rozděleny podle jednotlivých kategorií. Těmito kategoriemi byly: doklady o těžbě a zpracování nerostných surovin, montánní infrastruktura, řemeslná a průmyslová výroba související s těžbou a jejími důsledky, horní města a jejich sociální a administrativní struktura, místa zvláštního významu pro montánní vědy.

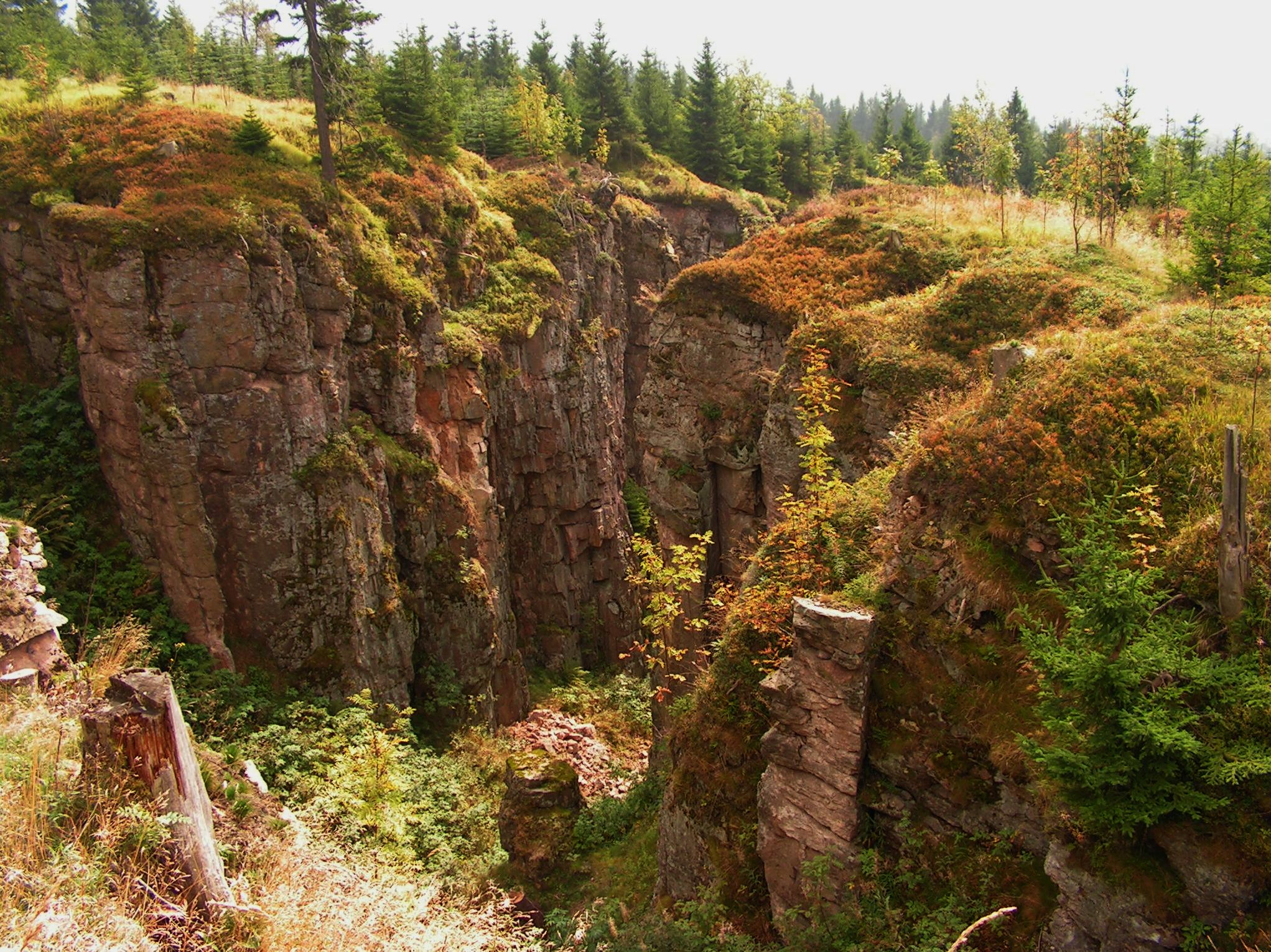
Vlčí jámy u Horní Blatné

Podle oblastí a lokalit bylo rozdělení památek následující:
- Hornická kulturní krajina Jáchymov
- Hornická kulturní krajina Abertamy – Horní Blatná – Boží Dar
- Rudá věž smrti ve Vykmanově
- Hornická kulturní krajina Háj – Kovářská – Mědník
- Hornická kulturní krajina Krupka
- Hornická krajina Altenberg-Zinnwald
- Památky hodinářského průmyslu v Glashütte
- Středověké stříbrné doly v Dippoldiswalde
- Hornická krajina Brand-Erbisdorf
- Historické centrum města Freiberg
- Hornická krajina Himmelfahrt Fundgrube
- Hornická krajina Zug
- Hutní komplex Muldenhütten
- Revír Freiberg – sever a Rudní kanál
- Hornická krajina Gersdorf a klášter Altzella
- Důlní vodohospodářství ve Freibergu
- Lovecký zámek Augustusburg,
- Vápenka Lengefeld,
- Historické centrum města Marienberg
- Hornická krajina Lauta
- Příkop Grüner Graben v Pobershau
- Komplex vycezovací hutě v Grünthalu
- Památky uměleckého řemesla v Seiffenu
- Hornická krajina Ehrenfriedersdorf,
- Papírna v Niederzwönitz,
- Historické centrum města Annaberg
- Hornická krajina Frohnau
- Hornická krajina Buchholz
- Hornická krajina Pöhlberg
- Geotop Scheibenberg
- Železárna Schmalzgrube
- Památky montánní historie v Aue
- Schneeberský plavební kanál
- Hornická krajina Bad Schlema
- Historické centrum města Schneeberg
- Důl Weißer Hirsch
- Montánní krajina Schneeberg
- Schindlerova továrna na modré barvy
- Hornická krajina Hoher Forst
- Hornická krajina Eibenstock
- Železárna Erlahammer
- Zámek ve Schwarzenbergu
- Památky těžby uranu
- Hornická oblast těžby černého uhlí[9]

Původní počet vybraných lokalit v Sasku byl postupně zredukován o více než polovinu. V Česku byla z návrhu na zařazení Hornické kulturní krajiny Háj – Kovářská – Mědník nakonec akceptována pouze Hornická krajina vrchu Mědník u Měděnce v okrese Chomutov.

## Zápis na Seznam světového dědictví UNESCO
Pod názvem „Erzgebirge/Krušnohoří Mining Region“ (v českém překladu Hornický region Erzgebirge/Krušnohoří) byl historický krušnohorský hornický region zapsán 6. července 2019 na Seznam světového dědictví UNESCO. Stalo se tak na 43. zasedání UNESCO, které se konalo ve dnech 30. června až 10. července 2019 v ázerbájdžánské metropoli Baku. Spolu s krušnohorským hornickým regionem byla 6. července 2019 na seznam UNESCO zapsána i Krajina pro chov koní v Kladrubech. Seznam světového dědictví byl o hmotné památky z České republiky doplněn po 16 letech a jejich celkový počet tak vzrostl na čtrnáct.
Zapsané lokality:
- Středověké stříbrné doly v oblasti Dippoldiswalde
- Hornická krajina Altenberg-Zinnwald
- Správní jednotka Lauenstein
- Hornická krajina Freiberg
- Hornická krajina Hoher Forst
- Hornická krajina Schneeberg
- Schindlerova továrna na výrobu modrotisku

- Hornická krajina Annaberg-Frohnau
- Hornická krajina Pöhlberg
- Hornická krajina Buchholz
- Hornická krajina Buchholz, horní město Marienberg
- Hornická krajina Lauta
- Hornická krajina Ehrenfriedersdorf
- Saigerhütte Grünthal
- Hornická krajina Eibenstock
- Hornická krajina Rother Berg
- Hornická krajina, související s těžbou uranu v Sasku
- Hornická krajina Jáchymov
- Hornická krajina Abertamy – Horní Blatná – Boží Dar
- Rudá věž smrti
- Hornická krajina Krupka
- Hornická krajina vrchu Mědník[10]

## Fotogalerie

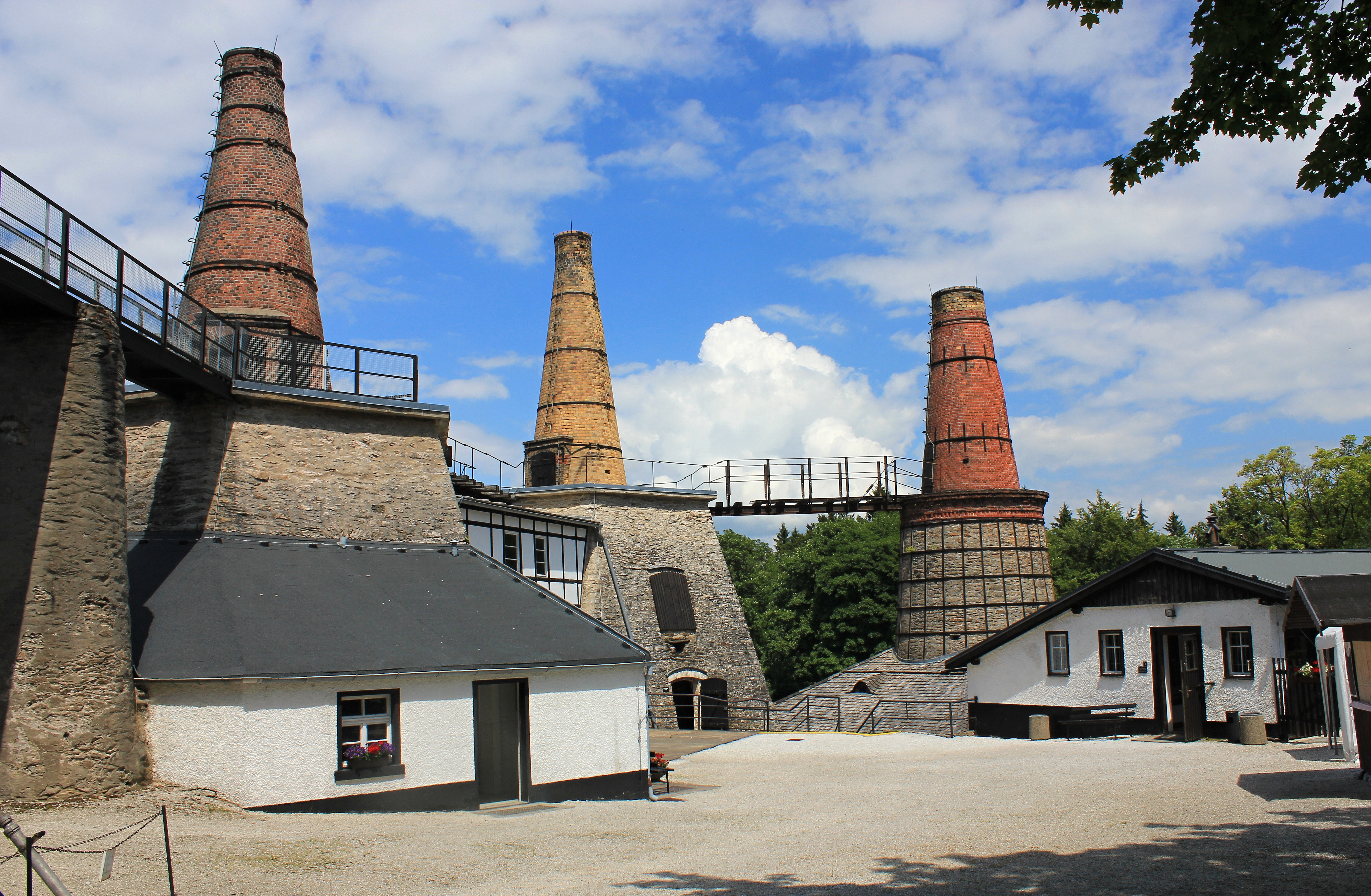
Technická památka vápenka v Lengefeldu
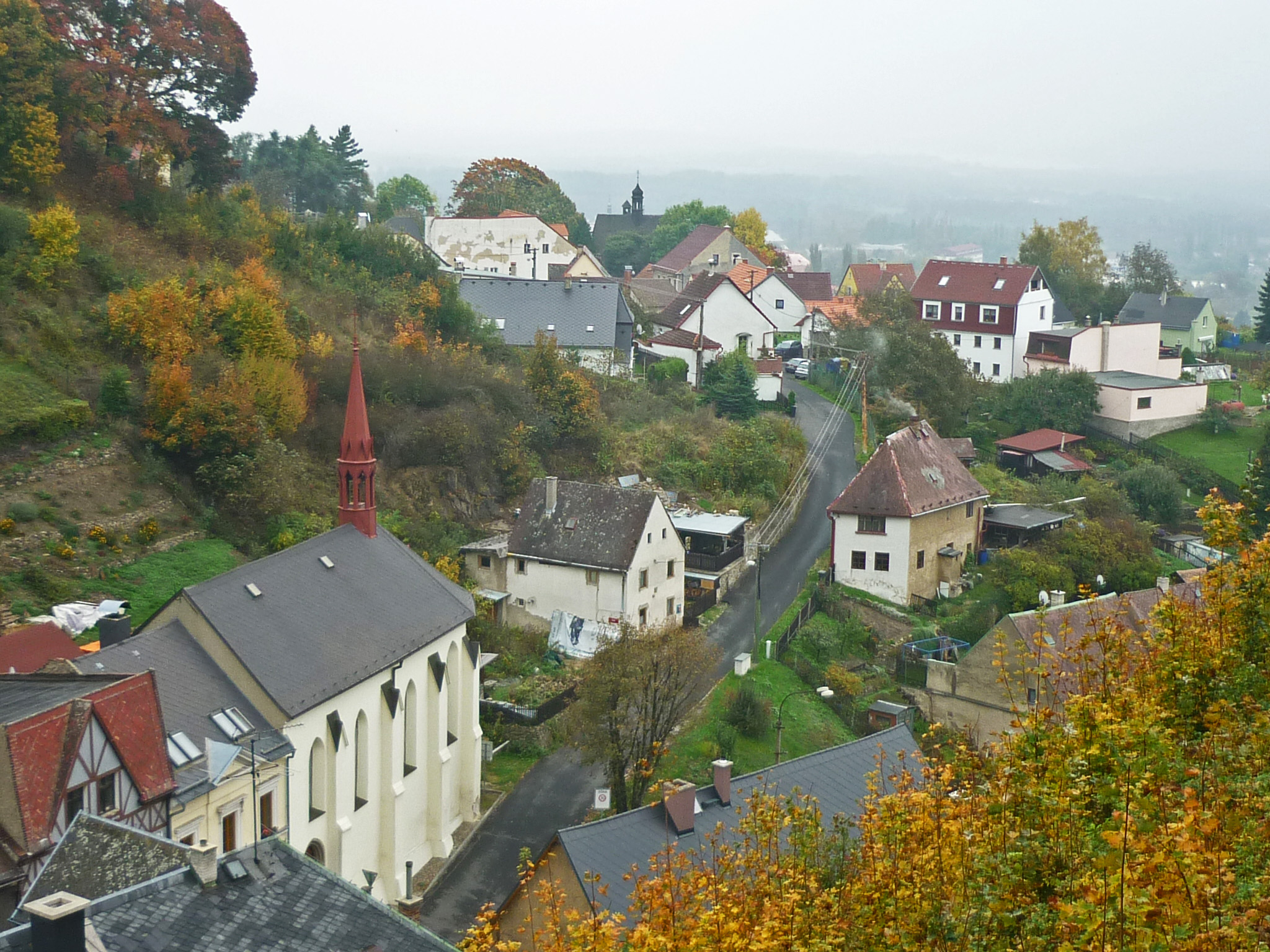
Horní město Krupka
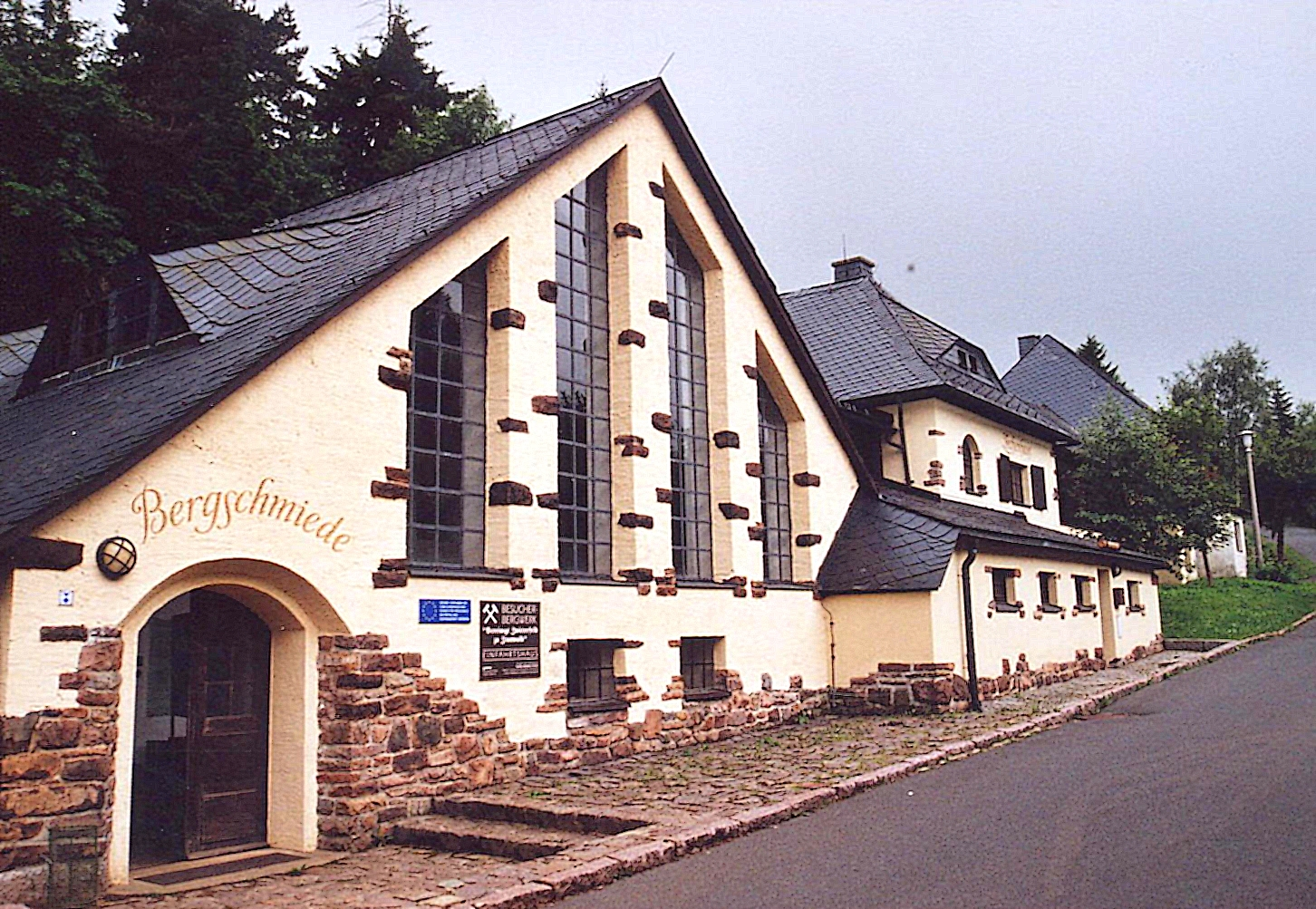
Hornické muzeum v Zinnwaldu-Georgenfeldu
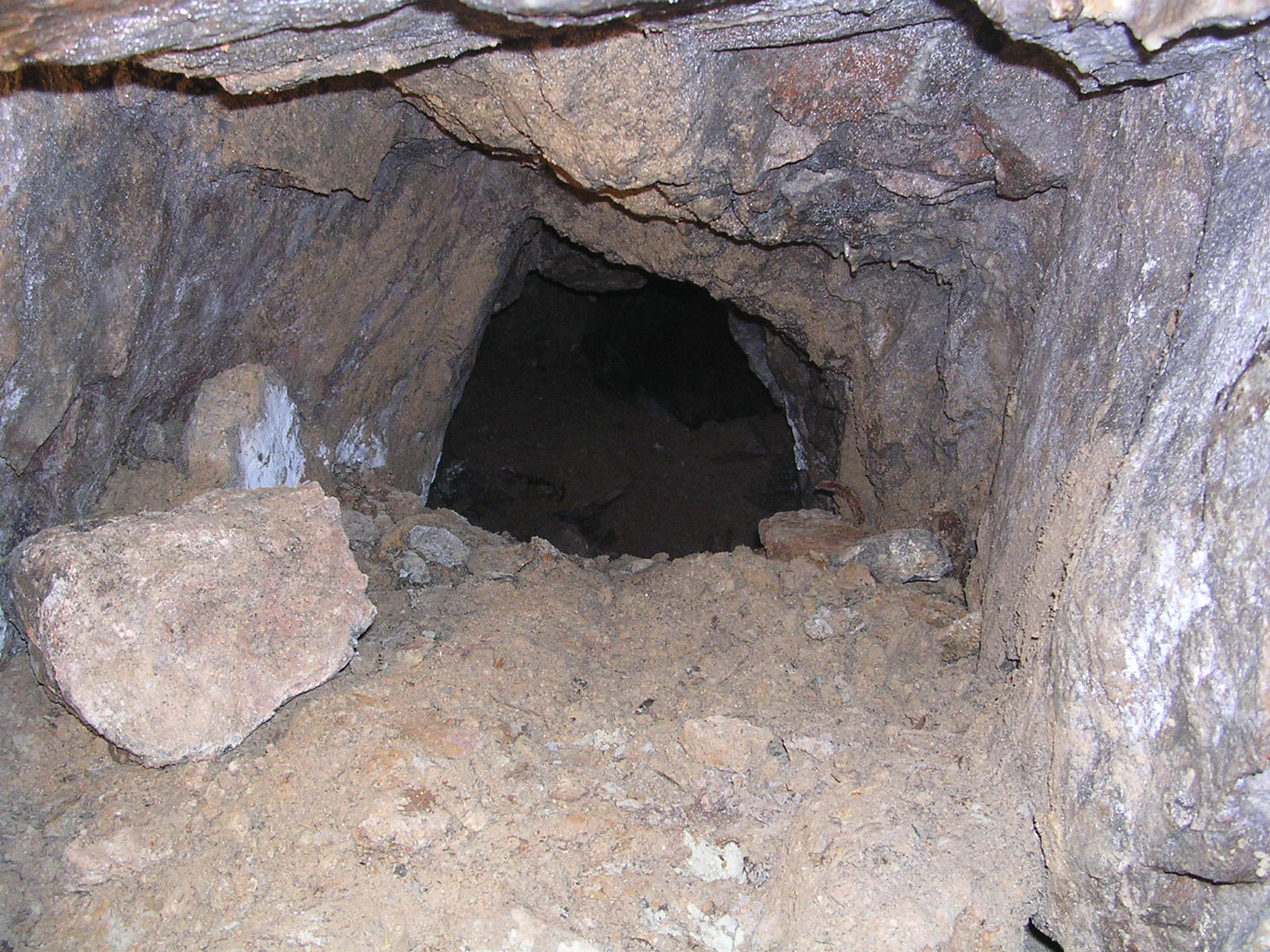
Prohlídková štola Starý Martin u Krupky
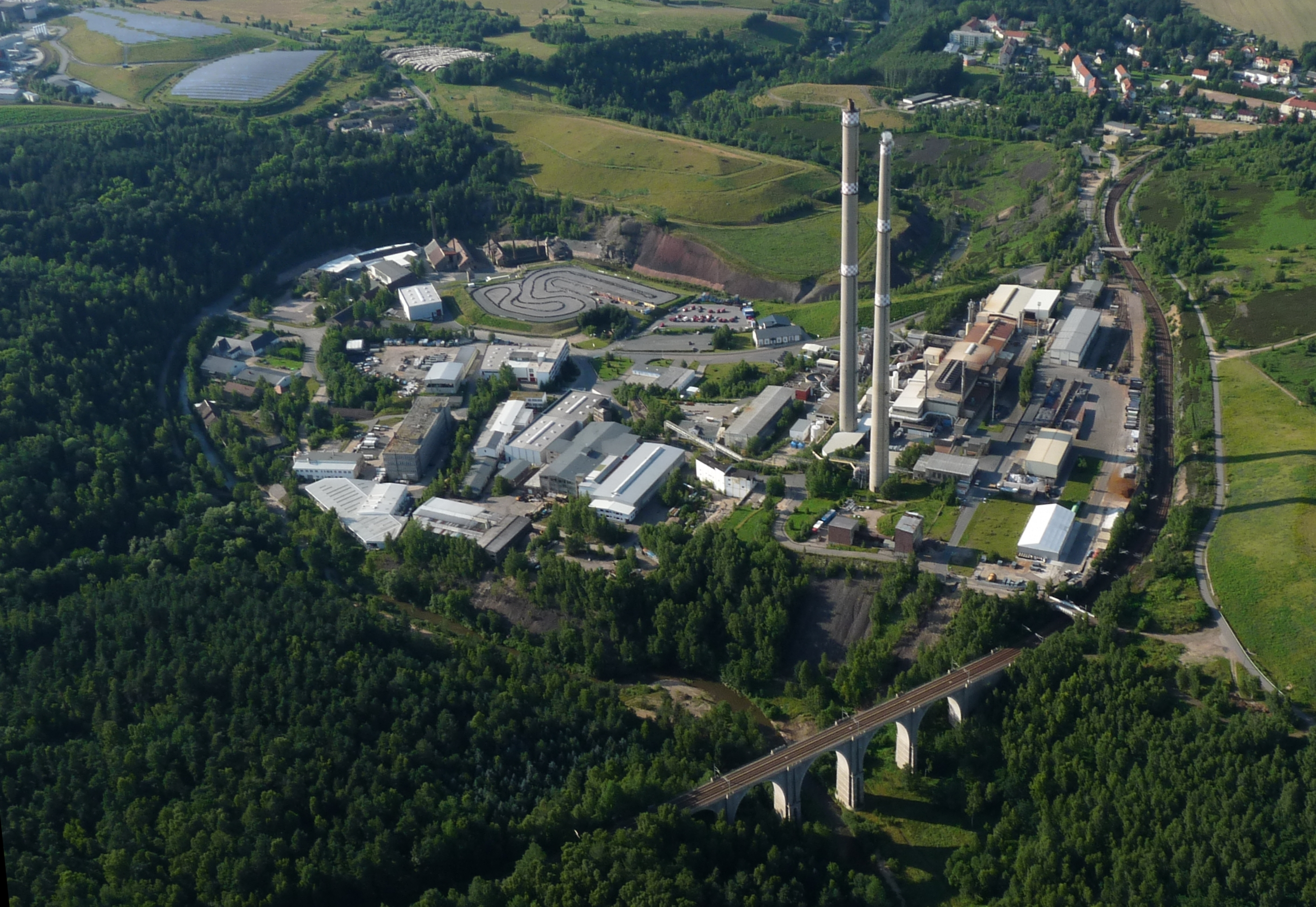
Areál Muldenhütten u Freibergu
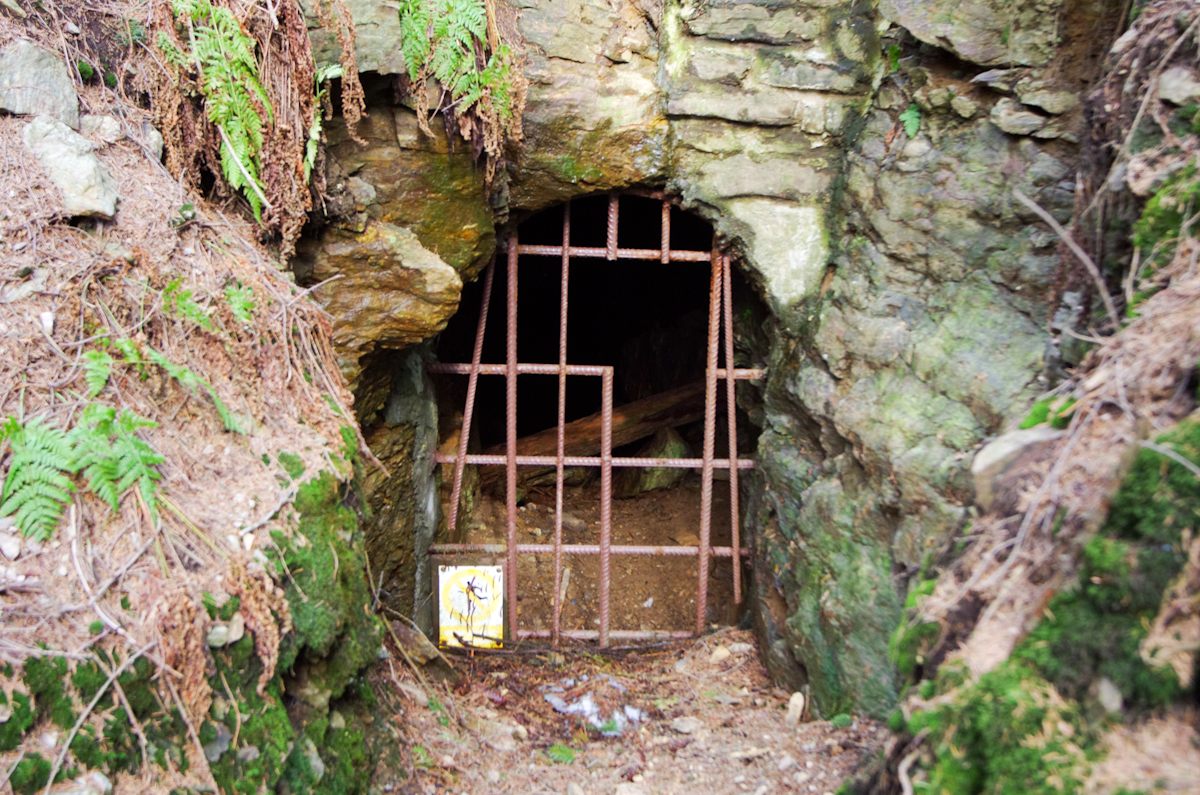
Štola Segen Gottes, Boží Dar - Zlatý Kopec
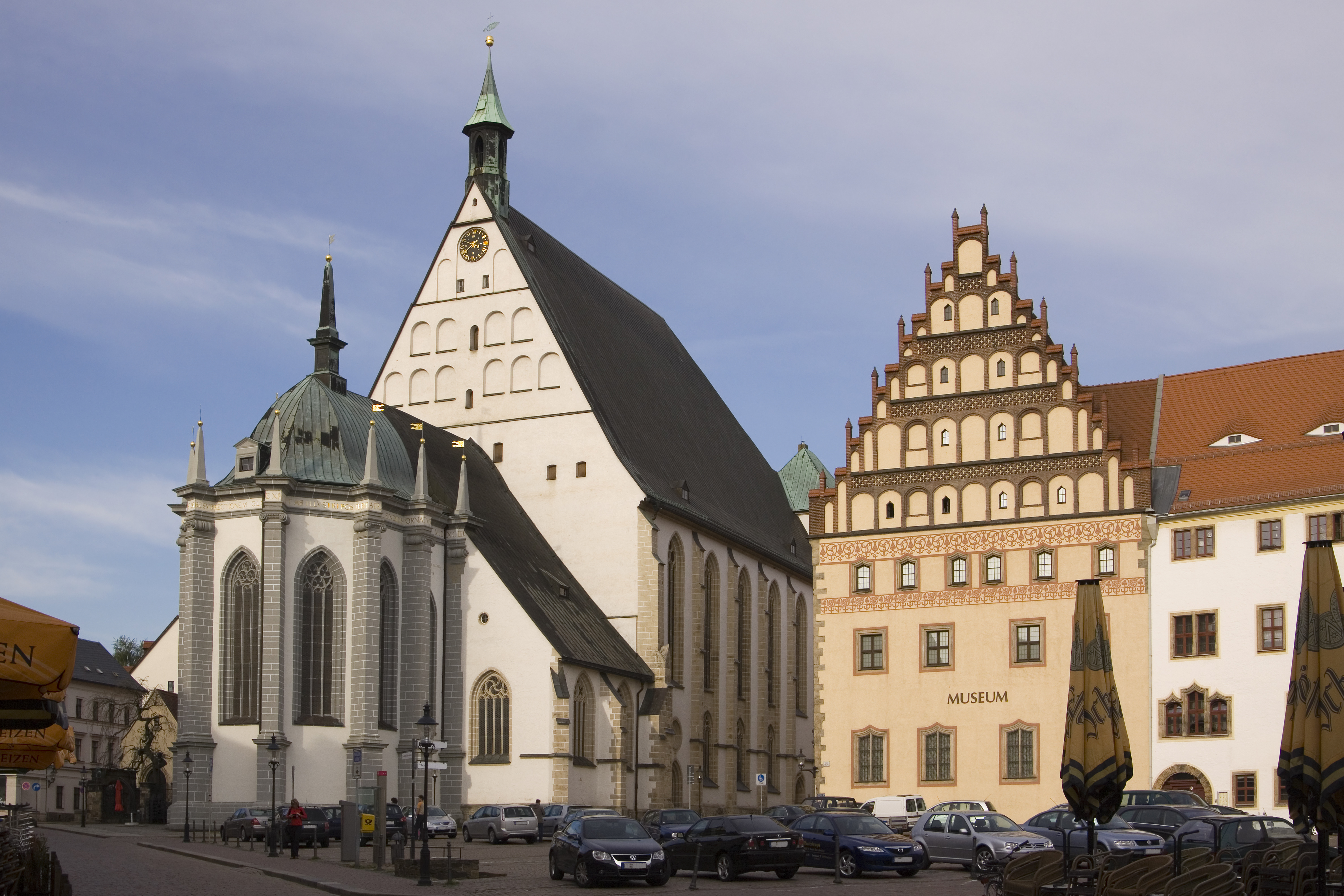
Freiberg - Dóm Panny Marie a hornické muzeum
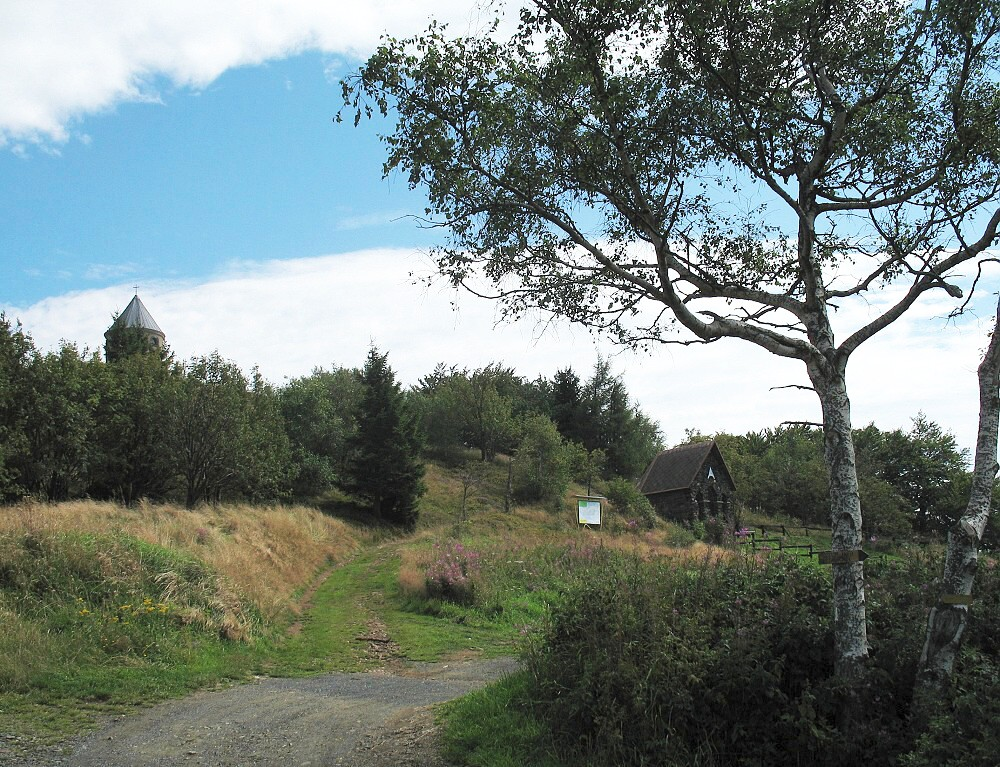
Přístup ke štole Země zaslíbená na Mědníku
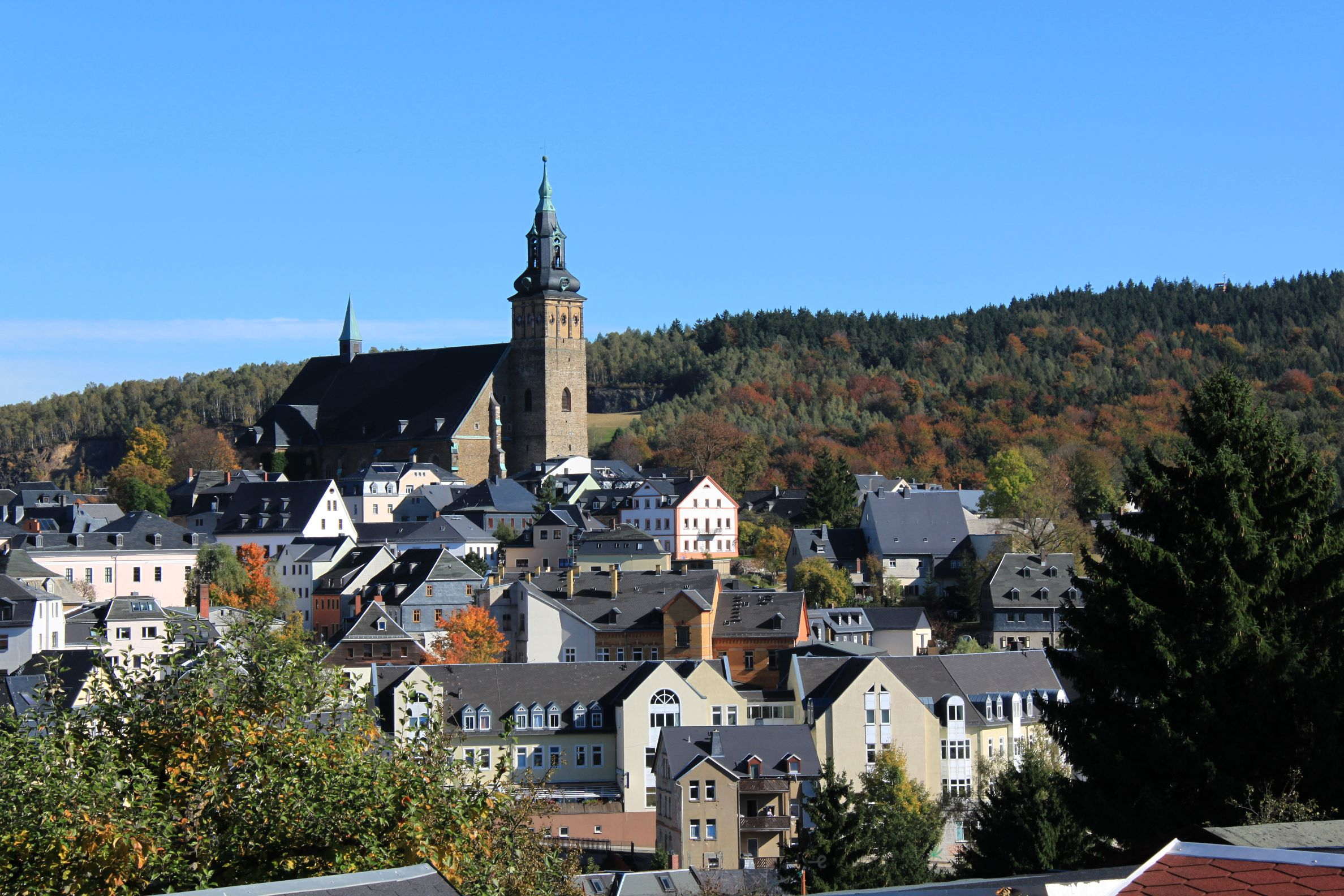
Horní město Schneeberg
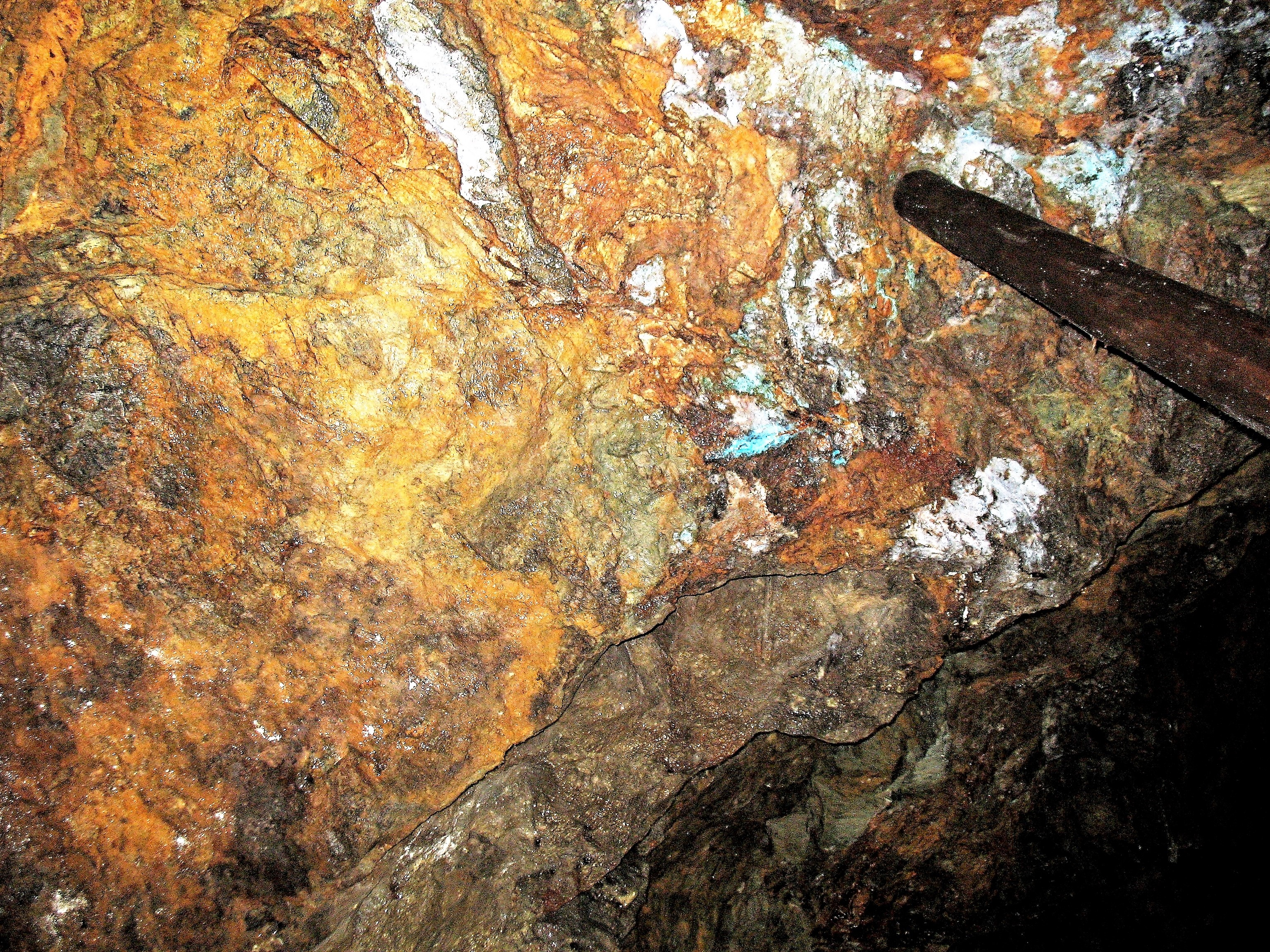
Minerály na stropě štoly Johannes, Zlatý Kopec
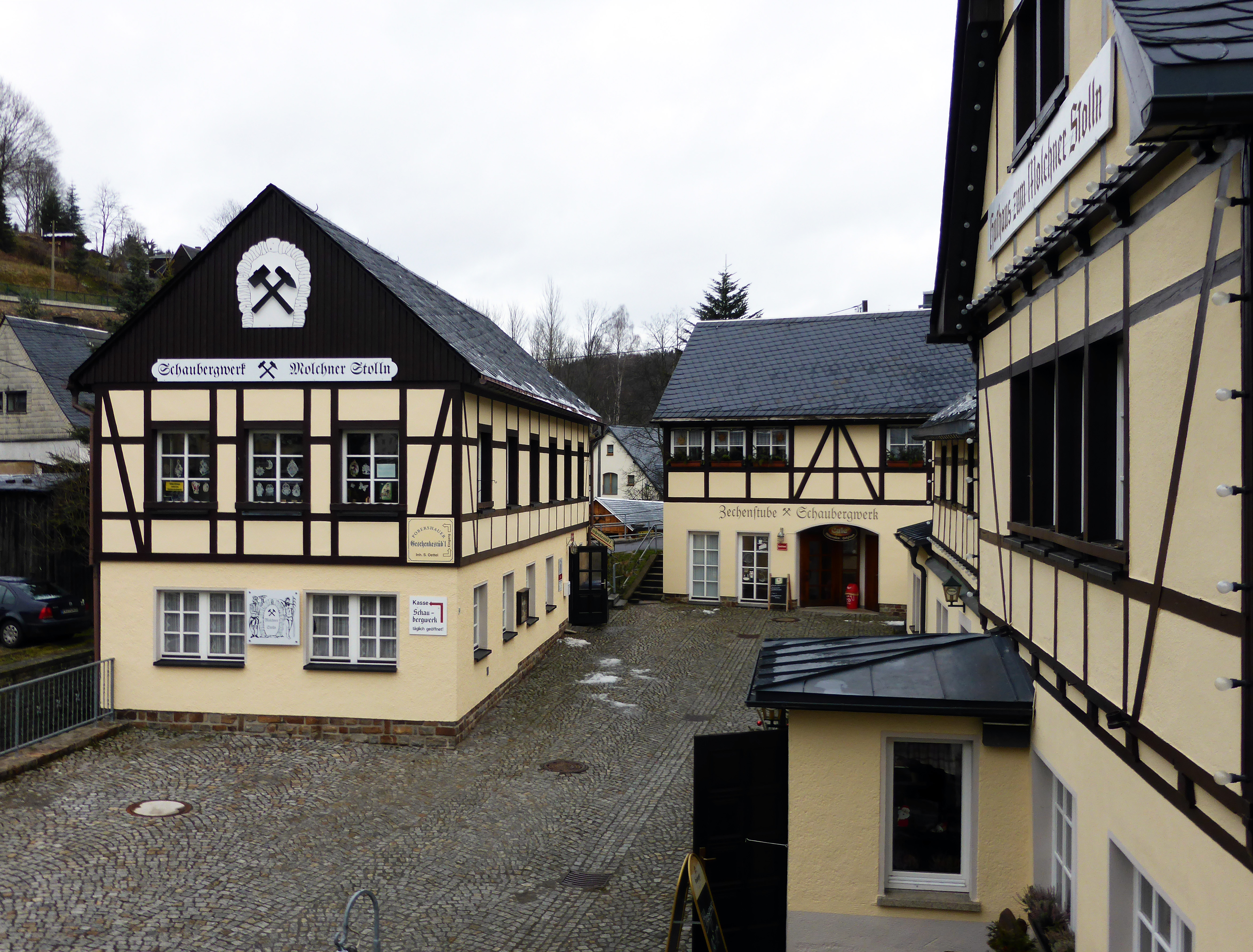
Molchner Stolln v Pobershau (Marienberg)
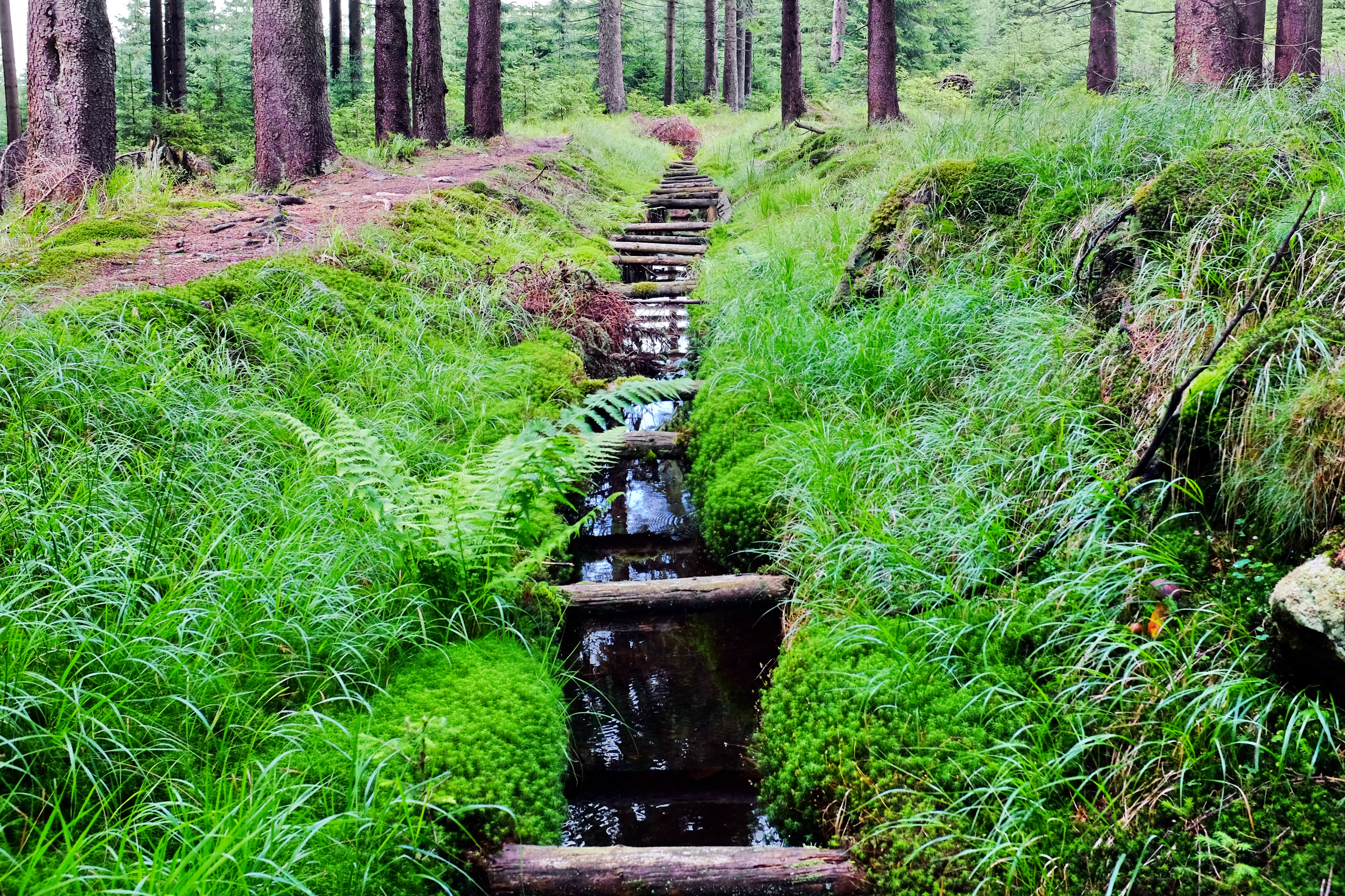
Blatenský vodní příkop ze 16. století
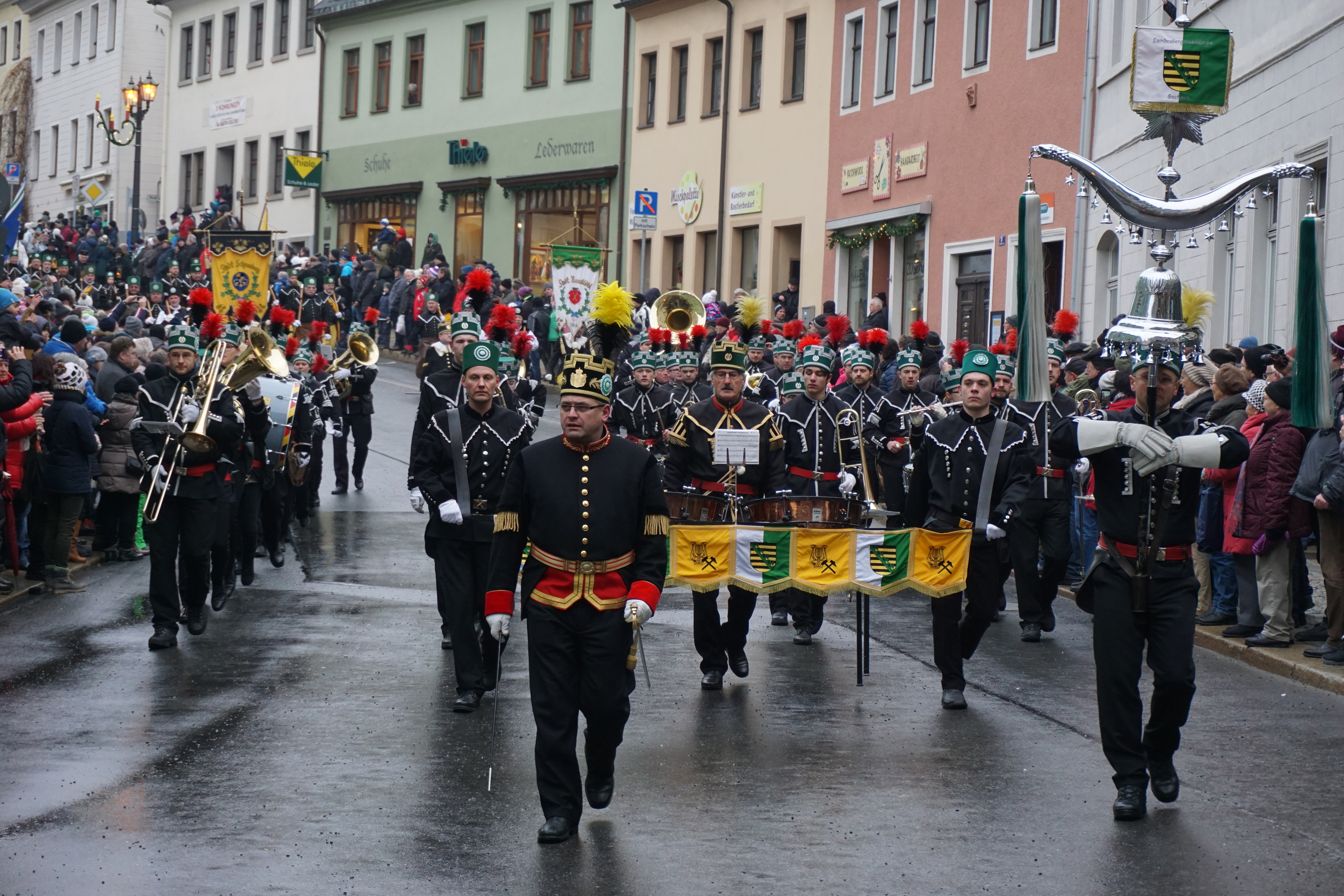
Průvod hornických spolků v Annabergu
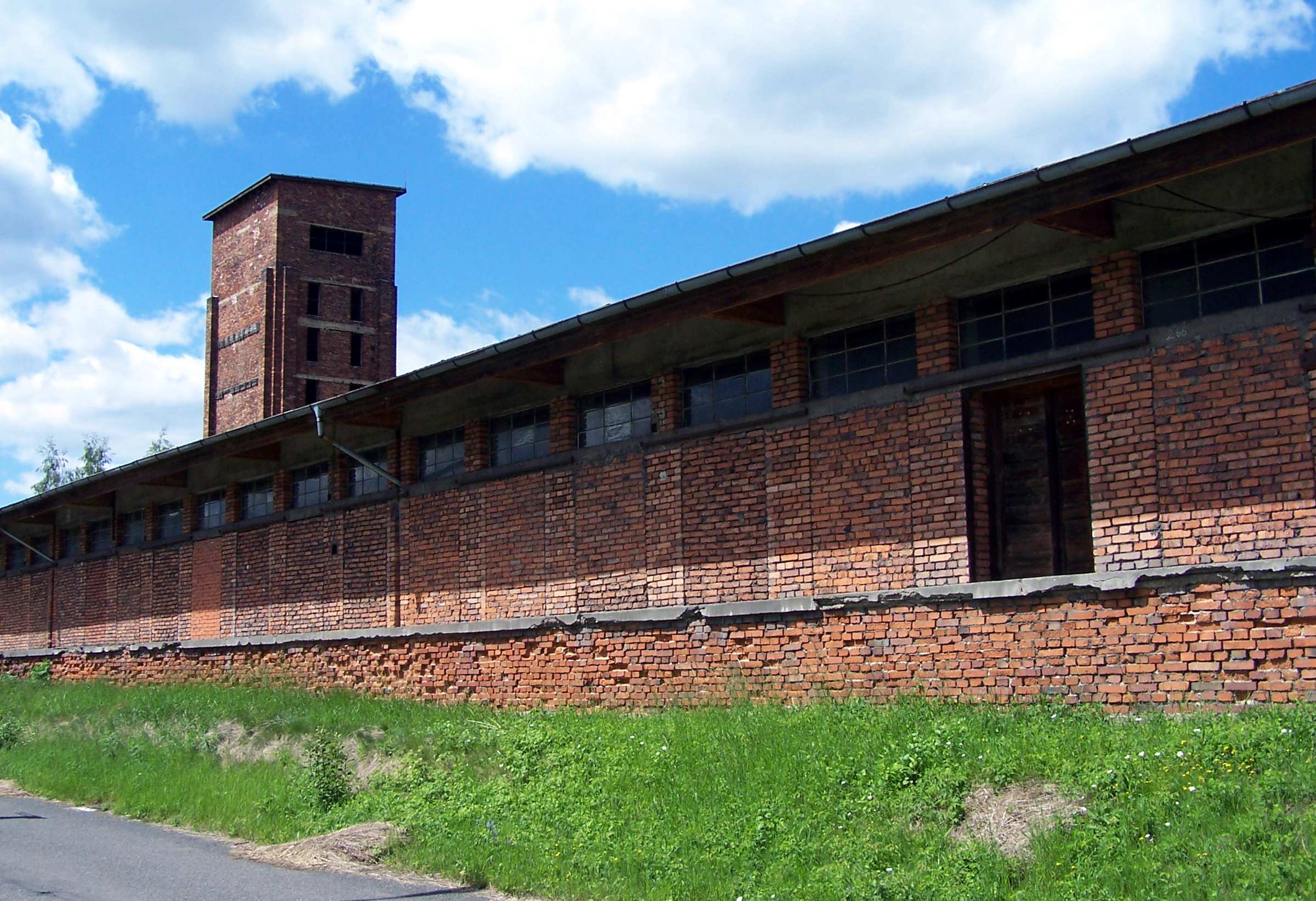
Rudá věž smrti ve Vykmanově
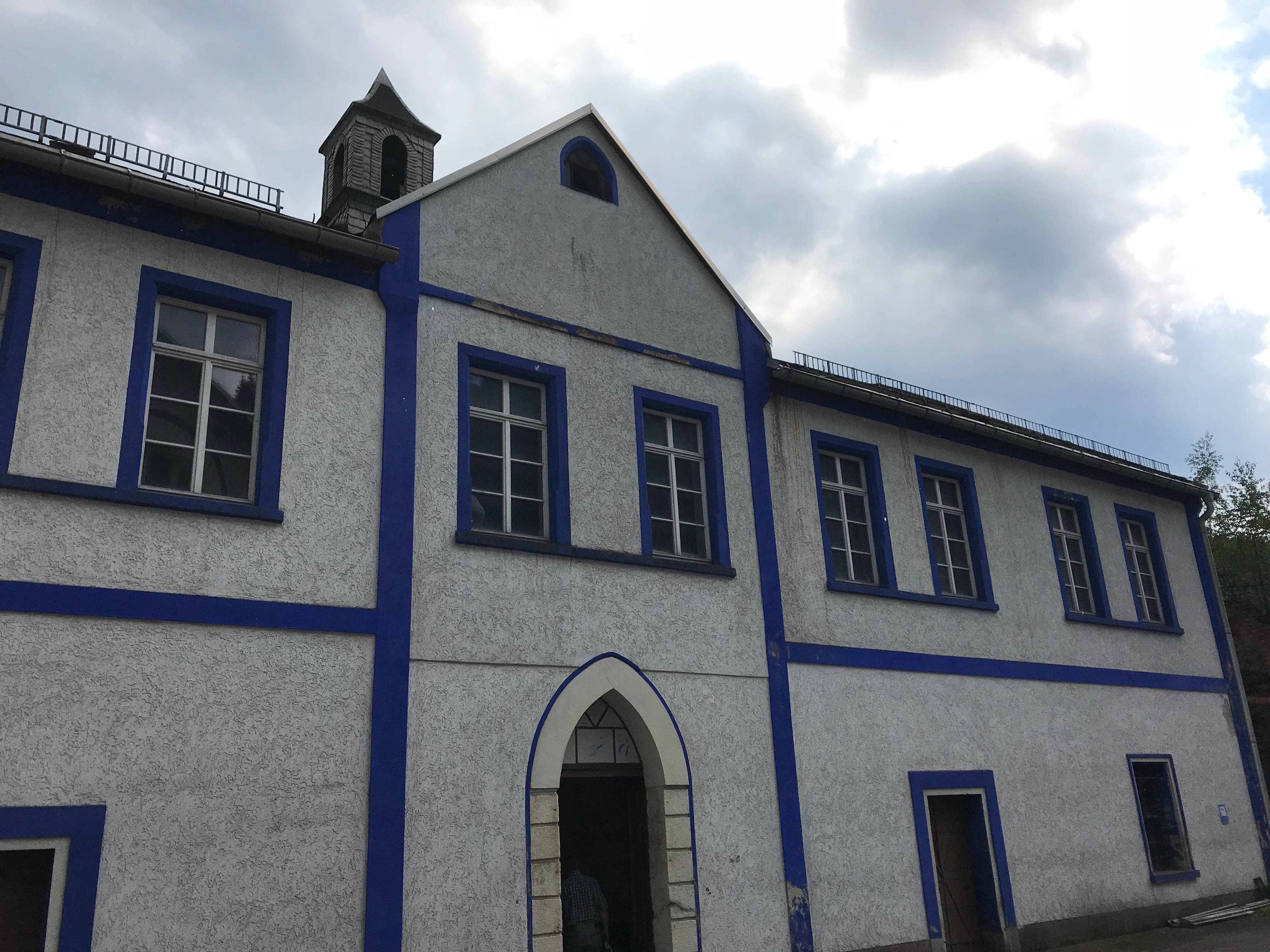
Schindlerova továrna na barvy včetně šmolky